# Diskografija sastava System of a Down
Ovo je stranica o diskografiji američko-armenskog sastava System of a Down.
Do sada su objavili pet studijskih albuma, tri EP-a, te trinaest singlova. Na ovoj listi nisu uključeni solo materijali Serja Tankiana, ni materijali sastava Scars on Broadway, Achozen, Serart, Axis of Justice, Buckethead, Mt. Helium i VoKee.
Najuspješniji albumi System of a Downa su Toxicity i Mezmerize. Do sada su prodali više od 20 milijuna primjeraka albuma diljem svijeta, od čega 9 milijuna u SAD-u.

## Studijski albumi
| Godina | Detalji                                                                                          | Pozicije na top listama | Pozicije na top listama | Pozicije na top listama | Pozicije na top listama | Pozicije na top listama | Pozicije na top listama | Pozicije na top listama | Pozicije na top listama | Pozicije na top listama | Pozicije na top listama | Pozicije na top listama | Pozicije na top listama | Pozicije na top listama | Pozicije na top listama | Pozicije na top listama | Pozicije na top listama | Pozicije na top listama | Naklade                                                                                                 |
| Godina | Detalji                                                                                          | SAD                     | AUS                     | AUT                     | BEL                     | DAN                     | ŠPA                     | FIN                     | FRA                     | NJE                     | IRS                     | ITA                     | NIZ                     | NOR                     | NZ                      | ŠVE                     | ŠVI                     | UK                      | Naklade                                                                                                 |
| ------ | ------------------------------------------------------------------------------------------------ | ----------------------- | ----------------------- | ----------------------- | ----------------------- | ----------------------- | ----------------------- | ----------------------- | ----------------------- | ----------------------- | ----------------------- | ----------------------- | ----------------------- | ----------------------- | ----------------------- | ----------------------- | ----------------------- | ----------------------- | --- |
| 1998.  | System of a Down - Objavljen: 30. lipnja 1998. - Izdavač: American - Formati: CD, LP             | 124                     | 48                      | —                       | —                       | —                       | —                       | —                       | —                       | —                       | —                       | —                       | 68                      | —                       | —                       | —                       | —                       | 103                     | SAD: Platinasta KAN: Zlatna                                                                             |
| 2001.  | Toxicity - Objavljen: 4. rujna 2001. - Izdavač: American - Formati: CD, LP                       | 1                       | 6                       | 16                      | 8                       | 31                      | —                       | 8                       | 23                      | 23                      | 66                      | —                       | 17                      | —                       | 7                       | 47                      | 31                      | 13                      | SAD: 3× Platinasta UK: Zlatna KAN: 2× Platinasta BRA: Zlatna ŠVI: Zlatna AUS: 2× Platinasta NJE: Zlatna |
| 2002.  | Steal This Album! - Objavljen: 26. studenog 2002. - Izdavač: American/Columbia - Formati: CD, LP | 15                      | 11                      | 24                      | 38                      | —                       | —                       | 25                      | 34                      | 14                      | —                       | —                       | 41                      | 36                      | 26                      | 41                      | 25                      | 56                      | SAD: Platinasta AUS: Zlatna                                                                             |
| 2005.  | Mezmerize - Objavljen: 17. svibnja 2005. - Izdavač: American/Columbia - Formati: CD, LP          | 1                       | 1                       | 1                       | 6                       | 3                       | 12                      | 2                       | 1                       | 1                       | 2                       | 4                       | 5                       | 2                       | 1                       | 1                       | 1                       | 2                       | SAD: Platinasta KAN: 3× Platinasta BRA: Zlatna ŠVI: Zlatna AUS: Platinasta NJE: Zlatna                  |
| 2005.  | Hypnotize - Objavljen: 22. studenog 2005. - Izdavač: American/Columbia - Formati: CD, LP         | 1                       | 3                       | 3                       | 17                      | 11                      | 26                      | 1                       | 4                       | 4                       | 10                      | 10                      | 15                      | 4                       | 1                       | 3                       | 4                       | 11                      | SAD: Platinasta ŠVI: Zlatna AUS: Zlatna NJE: Zlatna                                                     |

## Singlovi
| Godina | Singl                 | Pozicija | Pozicija | Pozicija  | Pozicija | Pozicija | Pozicija | Album             |
| Godina | Singl                 | SAD      | SAD Mod. | SAD Main. | AUS      | NJE      | UK       | Album             |
| ------ | --------------------- | -------- | -------- | --------- | -------- | -------- | -------- | ----------------- |
| 1998.  | "Sugar"               | —        | 31       | 28        | —        | —        | 136      | System of a Down  |
| 1999.  | "Spiders"             | —        | 38       | 25        | —        | —        | —        | System of a Down  |
| 2001.  | "Chop Suey!"          | 76       | 7        | 12        | 14       | —        | 17       | Toxicity          |
| 2002.  | "Toxicity"            | 70       | 3        | 10        | 39       | 88       | 25       | Toxicity          |
| 2002.  | "Aerials"             | 55       | 1        | 1         | 36       | 80       | 34       | Toxicity          |
| 2002.  | "Innervision"         | 107      | 12       | 14        | —        | —        | —        | Steal This Album! |
| 2005.  | "B.Y.O.B."            | 27       | 4        | 4         | 42       | —        | —        | Mezmerize         |
| 2005.  | "Question!"           | 102      | 9        | 7         | —        | —        | 41       | Mezmerize         |
| 2005.  | "Hypnotize"           | 57       | 1        | 5         | —        | 83       | 48       | Hypnotize         |
| 2006.  | "Lonely Day"          | 123      | 10       | 10        | 37       | 46       | 72       | Hypnotize         |
| 2006.  | "Kill Rock 'n Roll"   | —        | —        | 38        | —        | —        | —        | Hypnotize         |
| 2020.  | "Protect the Land"    | —        | —        | —         | —        | —        | —        | Bez albuma        |
| 2020.  | "Genocidal Humanoidz" | —        | —        | —         | —        | —        | —        | Bez albuma        |

## Video spotovi
| Godina | Pjesma                | Redatelj                           | Album             |
| ------ | --------------------- | ---------------------------------- | ----------------- |
| 1997.  | "War? (demo)          | Nepoznato                          | Demo Tape 3       |
| 1998.  | "Sugar"               | Nathan "Karma" Cox"                | System of a Down  |
| 1999.  | "Spiders"             | Charlie Deaux                      | System of a Down  |
| 2001.  | "Chop Suey!"          | Marcos Siega                       | Toxicity          |
| 2002.  | "Toxicity"            | Shavo Odadjian i Marcos Siega      | Toxicity          |
| 2002.  | "Aerials"             | Shavo Odadjian i David Slade       | Toxicity          |
| 2003.  | "Boom!"               | Michael Moore                      | Steal This Album! |
| 2005.  | "B.Y.O.B."            | Jake Nava                          | Mezmerize         |
| 2005.  | "Question!"           | Shavo Odadjian i Howard Greenhalgh | Mezmerize         |
| 2005.  | "Hypnotize"           | Shavo Odadjian                     | Hypnotize         |
| 2006.  | "Lonely Day"          | Josh Melnick i Xander Charity      | Hypnotize         |
| 2020.  | "Protect the Land"    | Shavo Odadjian i Ara Soudjian      | Bez albuma        |
| 2021.  | "Genocidal Humanoidz" | Shavo Odadjian i Adam Mason        | Bez albuma        |

## Demo albumi
- Demo #1 (1995.)

1. "Suite-Pee"
2. "Sugar"
3. "Dam"
4. "P.L.U.C.K."

- Demo #2 (1996.)

1. "Honey"
2. "Temper"
3. "Soil"

- Demo #3

1. "Know"
2. "War?"
3. "Peephole"

### Ostale pjesme
- "Blue" - raniji demo s albuma System of a Down, kasnije ga je Serj Tankian uvrstio na svoj solo album Elect the Dead
- "Cherry" ("Virgin Tea") - demo s Toxicity II
- "Defied You" ("Defy You", "Desecrate") - demoverzija pjesme "Nüguns" sa Steal This Album!, s istom glazbom ali drugačijim tekstom
- "Drugs" - intro na koncertima s europske turneje iz 2001., kasnije su ga Malakian i Dolmayan uvsrtili u pjesmu "Enemy" s albuma Scars on Broadway
- "Forever" ("Outer Space", "Fortress") - demo s Toxicity II
- "Friik" - demo s albuma System of a Down
- "Johnny" - objavljena na singlu "Chop Suey!"
- "Marmelade" - demo s albuma System of a Down, objavljena kao bonus pjesma na japanskom izdanju
- "The Metro" - obrada pjesme sastava Berlin, demo na albumu System of a Down, ponovo snimljena za soundtrack za film Drakula 2000
- "Shame (on a Nigga)" - suradnja s Wu-Tang Clanom, objavljeno na albumu Loud Rocks
- "Snowblind" - obrada pjesme Black Sabbatha, izdana na albumu Nativity in Black, Vol. 2: A Tribute to Black Sabbath
- "Storaged" - demo s albuma System of a Down, objavljena kao bonus pjesma na japanskom izdanju
- "Will They Die 4 You?"  - suradnja s Maseom, P. Diddyjem i Lil' Kim na albumu Chef Aid South Parka

## Vanjske poveznice
- Službena stranica
- System of a Down na Allmusic
- System of a Down na Discogs